# Made in Hong Kong
Pour plus de détails, voir Fiche technique et Distribution.
Made in Hong Kong (香港製造, Xiang Gang zhi zao) est un film hongkongais réalisé par Fruit Chan, sorti en 1997.

## Fiche technique
- Titre : Made in Hong Kong
- Titre original : 香港製造 ou Xiang Gang zhi zao
- Réalisation : Fruit Chan
- Scénario : Fruit Chan
- Images : O Sing-piu et Lam Wah-chuen
- Son : Yung Chi-chung
- Musique : Lam Wah-chuen
- Montage : Tin Sam-fat
- Production : Doris Yang Ziming et Andy Lau pour Nicetop Independant Ltd et Teamwork Motion Pictures
- Pays d'origine :  Hong Kong
- Format : couleurs - 1,85:1 (Vistavision) - son Dolby numérique -  35 mm
- Genre : drame
- Durée : 108  minutes
- Date de sortie : 
  - Hong Kong : 9 octobre 1997
  - France : 6 octobre 1999

## Distribution
- Sam Lee : To Mi-août, Moon
- Neiky Yim Hui-Chi : Lam Yuk-Ping, Ping
- Wenders Li : Ah-Lung, Sylvester
- Amy Tam Ka-Chuen : Hui Bo San, Susan
- Carol Lam Kit-Fong : Madame Lam, la mère de Ping
- Doris Chow Yan-Wah : Madame To, la mère de Moon
- Siu Chung : Ms. Lee, le travailleur social
- Chan Tat-Yee : Fat Chan
- Wu Wai-Chung : Keung
- Sang Chan : Big Brother, Cheung Siu-Wing
- Kelvin Chung : le docteur
- Ah Ting : le père de Moon
- Jessica : l'épouse du père de Moon
- Ah Wai : l'assassin sur skateboard
- Ho B-Chai : l'étudiant

## Distinctions

### Récompenses
- Festival des 3 Continents 1997 : Montgolfière d'or
- Golden Horse Film Festival and Awards 1997 : meilleur réalisateur
- Hong Kong Film Awards 1998 : meilleur film, meilleur réalisateur, meilleur espoir pour Sam Lee

### Sélection
- Festival international du film de Locarno 1977 : sélection en compétition